# 胡默尔费尔德
胡默尔费尔德（德語：Hummelfeld）是德国石勒苏益格－荷尔斯泰因州的一个市镇。总面积7.98平方公里，总人口287人，其中男性131人，女性156人（2011年12月31日），人口密度36人/平方公里。